# 道誉一文字
道誉一文字（どうよいちもんじ）は、鎌倉時代に作られたとされる日本刀（太刀）。皇室の私有財産（御物）である。

## 概要

### 福岡一文字派について
鎌倉時代に福岡一文字派の刀工によって作られた太刀である。福岡一文字派は鎌倉時代初期から中期にかけて繁栄した刀工一派であり、名前の由来は備前国吉井川の東岸にある福岡が活動拠点であったことに由来する。福岡一文字派は刃文が華麗であることから古来より珍重されており、後鳥羽上皇が1ケ月交代で各地の刀工を招いて刀を作らせた御番鍛冶（ごばんかじ）13名のうち、福岡一文字派より7名の刀工が選ばれている。福岡一文字派の刃文は匂出来（においでき）で花の咲き誇る姿にも似た丁子乱（ちょうじみだれ）が特色であり、古一文字や鎌倉時代後半の一部を除いては、焼幅の広い姿に鎺元から切先まで丁子乱の焼幅が安定して付き丁子の頭が揃った華麗な重花丁子乱（じゅうかちょうじみだれ）や大房丁子乱れ（おおふさちょうじみだれ）の刃文がある。また、表裏の乱れが同一の状態で、喰い違いがほぼ見られない丁子乱であることから一文字丁子乱（いちもんじちょうじみだれ）とも呼ばれる。なお、本作は銘が「一」としか切られていないため、刀工の個人名は明らかではない。

### 名前の由来
道誉一文字の名前の由来は、室町幕府初代将軍足利尊氏に仕えた南北朝時代の武将である佐々木道誉が所持していたことに由来する。道誉は連歌や茶の湯に通じた風流人であった傍ら、武人らしからぬ派手な振る舞いが多かったことから婆沙羅大名（ばさらだいみょう）と呼ばれた。刀剣研究家である福永酔剣が著書『日本刀大百科事典』にて行った説明によれば、室町時代後期の天文年間には佐々木氏の庶流にあたる朽木氏が所持していたと考えられるとしている。朽木氏は承久年間より近江国朽木（現・滋賀県高島市）を本拠地としており、1528年（享禄元年）には十二代将軍である義晴が京都での戦乱を避けるために朽木稙綱の基に身を寄せるなどしていた。福永は朽木氏が本作を所持していたとする根拠として、朽木氏が足利将軍家にとって厚遇された名家であったことを挙げている。

### 江戸時代以降の伝来
その後、江戸時代までの伝来は不明ながら越前国福井藩藩主である松平忠直、ついでその子・光長の許に渡った。しかし、光長が越後騒動により改易された際には、光長の姪であり高松宮好仁親王の第2王女でもある二宮御方（高琳院）の元に渡る。当時、二宮は病のために母である宝珠院（光長の異母妹）とともに光長のいる越後高田に身を寄せていた。改易により、光長の家財は一部幕府や親族大名に分配されたが、残った家財は二宮御方に受け渡され、その中に本作も含まれていたようである。なお、1684年（貞享元年）には本阿弥家にて鑑定に出され、金百枚の折紙が出されている。その後、二宮御方は幕府から合力米500石を支給されていたが生活に困窮していたようであり、1686年（貞享3年）頃には諸道具の多くを売却したらしく、本作も質に入れられた後に売却されている。
その後の伝来についても諸説あり、昭和期を代表する刀剣学者である佐藤寒山は、著書『武将と名刀』にて、徳川幕府八代将軍吉宗が本阿弥家に命じて編纂させた名刀の目録である『享保名物帳』に記される本作の所持者には「松平伊予守」と記されていることから、備前国岡山藩藩主である池田綱政の所持であり、愛刀家で知られる父・光政の代に池田家へ伝来したものと推測している。その上で本作の白鞘には「尾張中納言綱誠卿より被進」と記されていることから、池田家から尾張藩三代藩主徳川綱誠へ贈られて、当時の習慣として何かの機会に元の持ち主に贈答品を返す習慣から池田家に帰ってきたものとしている。しかし、黒川古文化研究所研究員の川見典久は、自身の論文にて「名物帳」第Ⅰ類に池田家は「松平大炊頭」と表記されており、 本作と戸川志津は「松平伊予守」と表記されていることから、「松平伊予守」とは福井藩八代藩主である松平吉邦のことではないかと考えられるが確証はない、とも指摘している。ただ、いずれにしても確かな伝来として、本作は尾張徳川家に渡ったようである。

### 盛岡藩南部家へ伝来
1698年（元禄11年）、五代将軍徳川綱吉が尾張藩邸に臨む（御成）ことになった際、尾張徳川家は綱吉に献上する刀を探していた。そこに当時陸奥国盛岡藩藩主南部家が所持していた亀甲貞宗に白羽の矢が立ち、尾張徳川家は南部家に対して譲ってもらうよう申し入れた。南部家はその申し入れに承諾して亀甲貞宗を尾張徳川家へ贈ることになり、喜んだ尾張徳川家はその返礼に本作と綾小路行光の短刀が南部家へ譲られた。以降、本作は南部家の重宝として扱われ、明治維新以降も伝来していた。1928年（昭和3年）に南部利淳から昭和天皇に献上され、現在は皇室御物となっている。なお、本作は皇室御物となっているため文化財指定は受けていない。しかし、佐藤は本作が福岡一文字派の典型的なものであり、しかも代表作の一本という出来であることから、もし皇室御物でなかったならばとうの昔に国宝に指定されているだろうと評している。

## 作風

### 刀身
刃長（はちょう、刃部分の長さ）は80.0センチメートル。鍛えは、小板目（板材の表面のような文様が細かく入っていること）に丁子映りが立つ。刃文（はもん）は大丁子乱れがあり、丁子乱れには鎬（しのぎ、刃と棟の間にある刃の厚みが一番大きい稜線）にかかるところもある。また、指表（さしおもて）の中ほどに四寸（約13.1センチメートル）、鎺（はばき、刀身の手元の部分にとめる金具）元にも一寸（約3センチメートル）ほどのシミがある。